# Khalida Toumi
Pour les articles homonymes, voir Toumi (homonymie).
Khalida Toumi (en arabe : خليدة تومي, en kabyle : Xalida Tumi, tifinagh : ⵅⴰⵍⵉⴷⴰ ⵜⵓⵎⵉ) anciennement Khalida Messaoudi (خليدة مسعودي), née le 13 mars 1958 à Aïn Bessem dans l'actuelle wilaya de Bouira (Algérie), est une féministe et femme politique algérienne.
Elle a été la ministre de la Culture de l'Algérie de 2002 à 2014.
En 2019, dans le contexte du Hirak, elle est placée en détention provisoire puis condamnée à 6 ans de prison en avril 2022, peine ramenée à quatre ans en juillet 2022, puis à deux ans et demi en janvier 2023.

## Biographie

### Enfance et études
Khalida Messaoudi, est née le 13 mars 1958 à Aïn Bessem dans une famille d'origine kabyle. Après des études primaires, elle suit au début des années 1970 ses études moyennes au CEG Aïn Bessem. Elle est licenciée en mathématiques et diplômée de l'École normale supérieure d'Alger.

### Carrière professorale
Elle est professeur de mathématiques dans trois lycées d'Alger jusqu'en 1993.

### Militantisme
Ses positions féministes lui valent des menaces de mort par le Groupe islamique armé (GIA),,.

### Carrière politique

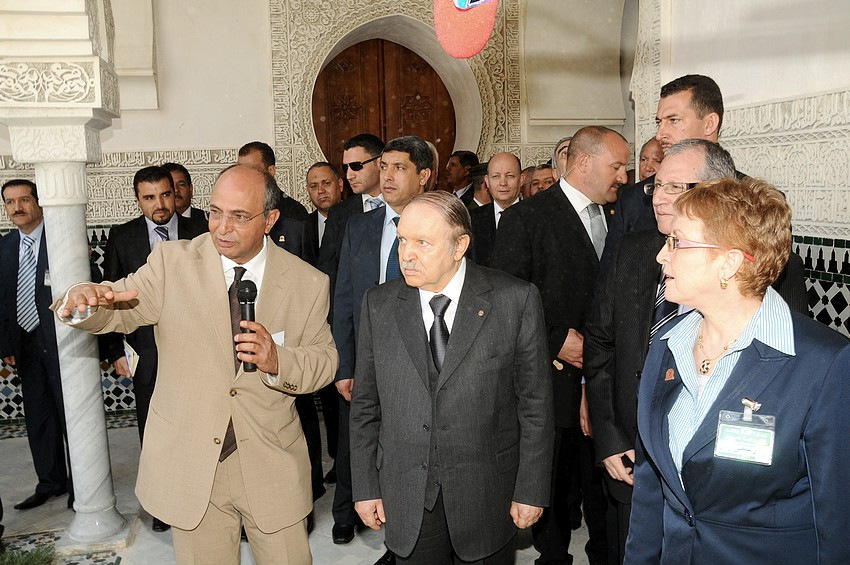
Khalida Toumi avec le président Bouteflika à Tlemcen.

Khalida Toumi participe à la création du « Mouvement pour la République » (MPR). Elle en est alors la vice-présidente. Élue députée du Rassemblement pour la culture et la démocratie en 1997, elle en est vice-présidente, chargée de la question des femmes. En 2000, elle devient chef parlementaire du parti. Elle démissionne de ce poste en 2001. Elle est exclue du RCD la même année, pour un désaccord sur la ligne de conduite du parti.
Elle devient ministre de la Communication et de la Culture en 2002, ainsi que porte-parole du gouvernement d'Ali Benflis. Elle est ministre de la Culture à partir d'avril 2004, dans le gouvernement d'Ahmed Ouyahia. Elle participe notamment au renouveau du secteur de l’édition en soutenant le festival du livre d'Alger, fait restaurer des théâtres régionaux et aide à la relance de la production cinématographique. Son ministère est cependant la cible de critiques, notamment de collusion avec le système politique corrompu. C'est aussi sous son autorité qu'avait été interdit, dans un premier temps, Les Mensonges de Dieu, de Mohamed Benchicou ; interdiction administrative puisque le ministère avait refusé d'octroyer au roman un numéro d'ISBN ; mais la ministre avait fini par se rétracter laborieusement à la suite d'une campagne de presse internationale. Elle quitte le gouvernement en mai 2014, remplacée par Nadia Labidi, enseignante à l'université d'Alger.
Fin 2015, elle est une des signataires d'une lettre ouverte à Abdelaziz Bouteflika s'inquiétant de l'état du pays et mettant en doute la capacité du chef de l'État à diriger le pays,.

### Arrestation

Prison d'El-Harrach en 2019.

Le 4 novembre 2019, dans le contexte des manifestations de 2019 en Algérie, elle est renvoyée devant la Cour suprême. Elle est inculpée pour « dilapidation de l'argent public, abus de fonction et octroi d'avantages indus à autrui ». Le juge d'instruction auprès la Cour suprême ordonne sa mise en détention provisoire, et elle est incarcérée dans la foulée à la prison d'El-Harrach,. Pour Marianne, les poursuites contre cette féministe – tout comme celles contre la trotskiste Louisa Hanoune – constituent une manœuvre du nouvel homme fort du pays, le général Ahmed Gaïd Salah, afin de contenter les milieux islamo-conservateurs en vue de la prochaine élection présidentielle.
Le 5 août 2020, la chambre d'accusation de la Cour suprême confirme, malgré le départ de Gaïd Salah et la tenue de l'élection présidentielle, le maintien en détention préventive de Toumi. L'avocat de Khalida Toumi annonce qu'il va demander l'intervention du président Abdelmadjid Tebboune. 
Le 7 avril 2022, un juge spécialisé dans les affaires de corruption économique près le tribunal de Sidi M'hammed condamne Khalida Toumi à six années de prison ferme et à une amende de 200 000 dinars.
Le 6 juillet 2022, la première chambre pénale près la cour d'Alger ramène, en appel, la peine de Khalida Toumi à quatre ans de prison ferme,.
Le 27 juillet 2022, Khalida Toumi sort de prison, ayant bénéficié d'une liberté conditionnelle.
Le verdict du procès en appel est cassé par la Cour suprême et un nouveau procès en appel est prévu pour le 25 décembre 2022,. Ainsi, Khalida Toumi est condamnée le 8 janvier 2023 à quatre ans de prison, dont deux ans et demi ferme.

## Distinctions
- 1997 : Citoyenneté d'honneur de la commune de Caltabellotta (province d'Agrigente, Sicile, Italie)
- 1997 : Prix international Alexander Langer
- 1998 : Prix pour la Liberté
- 1998 : Doctorat honoris causa en droits humains, université catholique de Louvain (Belgique)
- 1998 : Prix Pisa Donna
- 1998 : Prix Telamone per la pace
- 1999 : Prix Città di Ferrara
- 2004 : Prix de la Liberté
- 2004 : Prix Gamayung